# Estación de Notre-Dame-de-Lorette
Notre-Dame-de-Lorette (en español: Nuestra Señora de Loreto) es una estación de la línea 12 del metro de París situada al norte de la capital, en el IX Distrito. 

## Historia
Fue inaugurada el 5 de noviembre de 1910. Formaba parte del tramo inicial de la línea A, que luego se convertiría en la línea 12, uniendo Notre Dame de Lorette con Porte de Versailles. Debe su nombre a la cercana iglesia de Notre-Dame-de-Lorette, edificada en honor del santuario de la Santa Casa, lugar de nacimiento de la Virgen María, y que se encuentra en la localidad italiana de Loreto. 
El 30 de agosto del 2000, un convoy que estaba llegando a la estación sufrió un descarrilamiento que solo afectó al coche motor ya el resto de los vagones no llegaron a volcar. Tras derrapar sobre la vía durante más de 100 metros, el convoy se detuvo al impactar contra el andén opuesto a escasos centímetros del tren que hacía la ruta en sentido contrario y que se encontraba haciendo su parada. El accidente se saldó con 24 heridos leves.
El tramo que precede a la estación desde Saint-Georges es especialmente delicado con desniveles y curvas que limitan la velocidad a 30km/h en parte de él. La investigación determinó que el convoy tomó dicha curva a una velocidad que superaba el doble de lo permitido achacándose el descarrilamiento a un fallo humano del conductor que se vio facilitado por el hecho de que el piloto automático llevaba averiado más de 8 meses en ese tramo lo que obligada a una conducción manual. La tardanza en la reparación de dicha avería y la ausencia de mecanismo para controlar la velocidad en tramos peligrosos supuso grandes críticas a la RATP. Desde entonces, se han colocado en los puntos más conflictivos medidores de velocidad y se obliga a los conductores a realizar al menos un giro completo sin usar el piloto automático para no perder la mano.

## Descripción

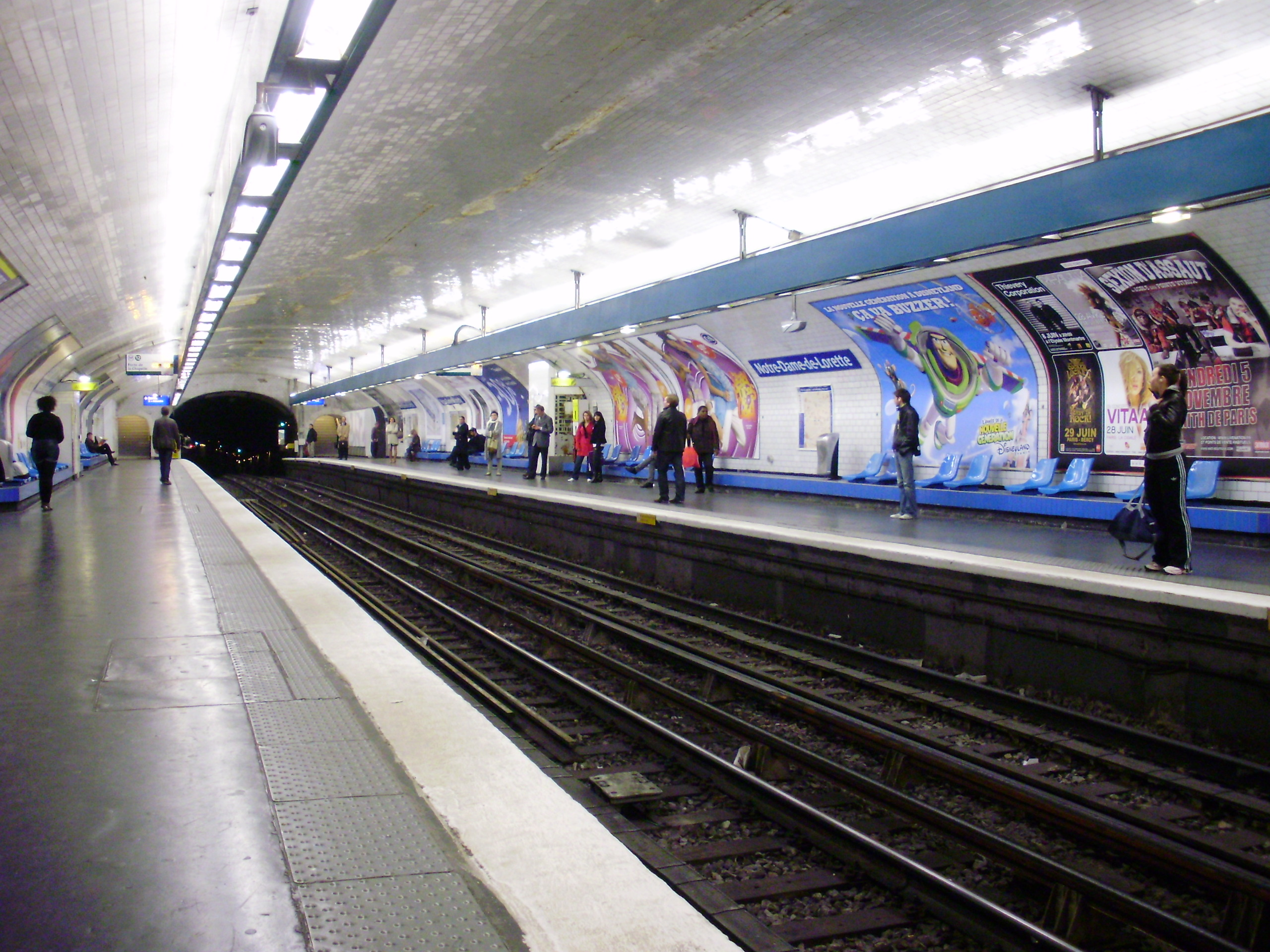
La estación luce un claro estilo Motte desde que fuera reformada en 1984.

Se compone de dos andenes laterales de 75 metros de longitud y de dos vías.
Está diseñada en bóveda elíptica revestida completamente de los clásicos azulejos blancos del metro parisino, aunque son planos, sin biselar. 
La iluminación es de estilo Motte y se realiza con lámparas resguardadas en estructuras rectangulares de color azul que sobrevuelan la totalidad de los andenes no muy lejos de las vías.
La señalización por su parte usa la moderna tipografía Parisine donde el nombre de la estación aparece en letras blancas sobre un panel metálico de color azul. Por último los asientos, que también son de estilo Motte, combinan una larga y estrecha hilera de cemento revestida de azulejos azules que sirve de banco improvisado con algunos asientos individualizados del mismo color que se sitúan sobre dicha estructura.  